# Oplonia puberula
Oplonia puberula är en akantusväxtart som beskrevs av William Thomas Stearn. Oplonia puberula ingår i släktet Oplonia och familjen akantusväxter. Inga underarter finns listade i Catalogue of Life.